# Abraham Adrian Albert
Abraham Adrian Albert (Chicago, 9 novembre 1905 – Chicago, 6 giugno 1972) è stato un matematico insegnante statunitense, tra i capiscuola dell'indirizzo algebrico nordamericano.

## Opere
- 1937-48 — Modern higher algebra
- 1939 — Structure of algebras
- 1963 — Concepts of modern algebra